# Álom Afrikáról
Az Álom Afrikáról (eredeti cím: I Dreamed of Africa) 2000-ben bemutatott amerikai életrajzi filmdráma. A filmet Hugh Hudson rendezte. A film producere Stanley R. Jaffe és Allyn Stewart. A forgatókönyvet Paula Milne és Susan Shiliday írta. A film zenéjét Maurice Jarre szerezte. A film operatőre Bernard Lutic.
2000. május 5-én mutatták be.

## Cselekmény
1970. Kuki elvált olasz nő, aki 7 éves fiával, Emanuelével Velencében él, míg volt férje az USA-ban maradt új feleségével. Egy este néhány barátjával elmegy szórakozni, de autóbalesetet szenved, kórházba kerül, és ott találkozik Paolo Gallmannal, akibe beleszeret. Egy idő után összeházasodnak, és Kuki úgy dönt, hogy férjével és fiával Afrikába költözik.
Amikor megérkeznek Kenyába, egy 400 négyzetkilométeres birtokra költöznek, ahol Kuki elkezdi új, álomszerű életét, ahol hamarosan magával ragadja az ország varázsa. Ott szem elől veszti Emanuele-t, aki bentlakásos iskolába megy tanulni. Néhány évvel később Kuki teherbe esik Paolótól, akitől lánya, Sveva születik. De mielőtt megszülné a gyermeket, Paolo meghal egy autóbalesetben Mombasa és Nairobi között. Évekkel később az immár tizenhét éves Emanuele visszatér az édesanyjához, de egy tragikus haláleset következtében meghal.
Bár Afrika elvitte életének legfontosabb dolgait, Kuki továbbra is azon a földön él, amely annyira lenyűgözte, és 1984-ben létrehozta a „Gallmann Emlékalapítványt”.

## Szereplők
| Színész          | Szerep             | Magyar hang      |
| ---------------- | ------------------ | ---------------- |
| Kim Basinger     | Kuki Gallmann      | Bánsági Ildikó   |
| Vincent Pérez    | Paolo Gallmann     | Kőszegi Ákos     |
| Liam Aiken       | Emanuele (7 éves)  | Bíró Attila      |
| Garrett Strommen | Emanuele (17 éves) | Minárovits Péter |
| Eva Marie Saint  | Franca             | Kassai Ilona     |
| Daniel Craig     | Declan Fielding    | Gergely Róbert   |
| Lance Reddick    | Simon              |                  |
| Connie Chiume    | Wanjiku            |                  |

## Fordítás
- Ez a szócikk részben vagy egészben  az   I Dreamed of Africa című angol Wikipédia-szócikk ezen változatának fordításán alapul.  Az eredeti cikk szerkesztőit annak laptörténete sorolja fel. Ez a jelzés csupán a megfogalmazás eredetét és a szerzői jogokat jelzi, nem szolgál a cikkben szereplő információk forrásmegjelöléseként.
- Ez a szócikk részben vagy egészben  a   Sognando l'Africa című olasz Wikipédia-szócikk ezen változatának fordításán alapul.  Az eredeti cikk szerkesztőit annak laptörténete sorolja fel. Ez a jelzés csupán a megfogalmazás eredetét és a szerzői jogokat jelzi, nem szolgál a cikkben szereplő információk forrásmegjelöléseként.